# Rāvar (kommunhuvudort)
Rāvar (persiska: راور) är en kommunhuvudort i Iran.   Den ligger i provinsen Kerman, i den centrala delen av landet, 700 km sydost om huvudstaden Teheran. Rāvar ligger 1 181 meter över havet och antalet invånare är 40 167.
Terrängen runt Rāvar är platt åt nordost, men åt sydväst är den kuperad. Runt Rāvar är det glesbefolkat, med 13 invånare per kvadratkilometer. Det finns inga andra samhällen i närheten. Omgivningarna runt Rāvar är i huvudsak ett öppet busklandskap.